# Мюлле, Эмиль
Эмиль Мюлле (фр. Charles Eugène Émile Muller, 21 сентября 1823, Альткирх — 11 ноября 1899, Париж) — французский архитектор, скульптор и инженер. Разработал печи для высокотемпературного обжига керамики и технологию цветного керамогранита. Спроектировал и построил, с 1853 года, первый посёлок для рабочих семей в Мюлузе, ставший прототипом для многих рабочих поселений во Франции и предвосхитивший концепцию города-сада.

## Биография
Отец Эмиля Мюлле был юристом в коллегии адвокатов Альткирха. Первоначальное образование он получил в местной средней школе. В 1841 году поступил в Центральную школу искусств и мануфактур в Париже, которую окончил в 1844 году. По окончании учёбы ему было присвоены звания инженера и архитектора-строителя. Некоторое время работал в Восточной железнодорожной компании, строившей линию Париж-Страсбург и в 1845 году возвратился в Альткирх, где организовал собственную строительную компанию.
Самой важной и ответственной работой для новой компании стало возведение в Альткирхе церкви Успения Пресвятой Богородицы (фр. Notre-Dame d’Altkirch) по проекту Луи-Мишеля Больца, с которой она успешно справилась. Также компания в это время строила на юге Эльзаса небольшие школы, бани и прачечные.
Тогда же Эмиль Мюлле познакомился и стал работать вместе с братьями Жилардони, которые в 1841 году изобрели пазовую или замковую черепицу (фр. La tuile à emboîtement), позволившую сократить время и уменьшить расход материала для покрытия крыш. В 1846 году они вместе разработали высокотемпературную (до 1000 °C) печь для непрерывного обжига керамики, которую первыми в мире построили и запустили в 1854 году.

## Рабочий город в Мюлузе

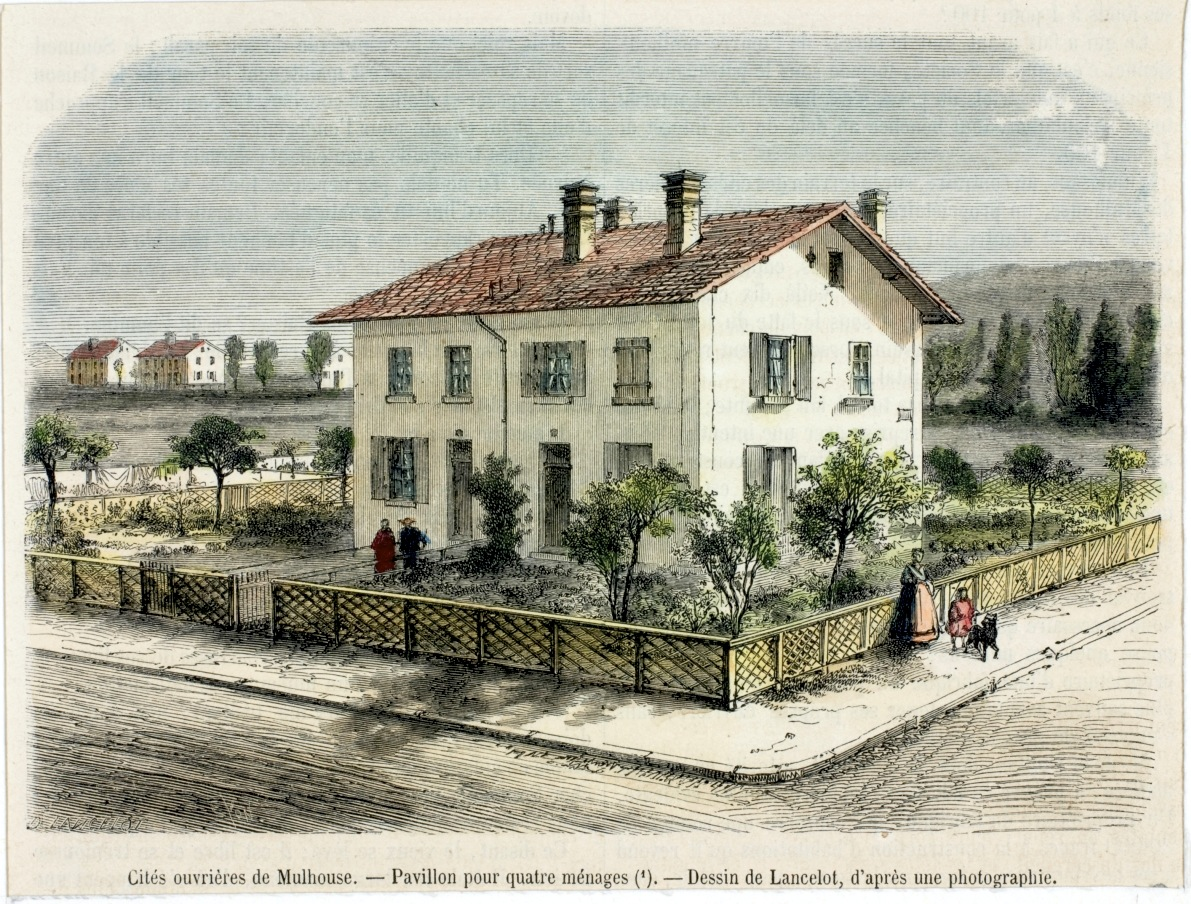
Дома рабочего города в Мюлузе, около 1855 г. Арх. Э. Мюлле

24 сентября 1851 года Ассоциацией промышленников Мюлуза был объявлен конкурс на проект поселения для работников предприятий города. Победил проект инженера-архитектора Эмиля Мюлле. После этого, в 1852 году, по инициативе Жана Дольфуса, компаньона текстильной компании DMC (фр. Dollfus-Mieg Compagnie), по проекту Мюлле были построены два модельных дома для рабочих. 10 июня 1853 года было создано Общество рабочих поселений Мюлуза (фр. Société Mulhousienne des Cités Ouvrières (SOMCO)), в которое вошли 12 учредителей и 4 текстильных фабрики. С 1854 по 1865 год к обществу присоединилось 11 новых акционеров, в том числе несколько заводов. SOMCO получило поддержку и субсидию от императора Наполеона III, который ещё в 1849 году был одним из учредителей Общества рабочих поселений Парижа: из 10 миллионов франков, выделенных им на строительство с целью улучшения условий жизни рабочих, на 150000 была оказана помощь рабочему поселению в Мюлузе.
Рабочий город Мюлуза строился в несколько этапов с 1853 по 1897 год и насчитывал 1243 единиц жилья на одну семью. Это был город-сад в том смысле, что каждое жильё, помимо отдельного входа в каждую квартиру (в каждом доме было 4 квартиры), также имело свой собственный сад. Эту модель социального жилья многие стали копировать в других местах. Первая очередь строительства на 320 единиц жилья на площади 8 гектар была завершена лишь частично (200 единиц жилья на площади 5 гектар), потому что рабочие посчитали дома с собственным двором и садом слишком дорогими. За первой очередью вскоре последовала вторая, и 660 единиц жилья строились до войны 1870 года. После остановки на несколько лет в связи с войной, уже во время немецкого периода, с 1876 по 1897 год, город вырос ещё на 383 единицы жилья.

## Компания Гранд Тюильри в Иври

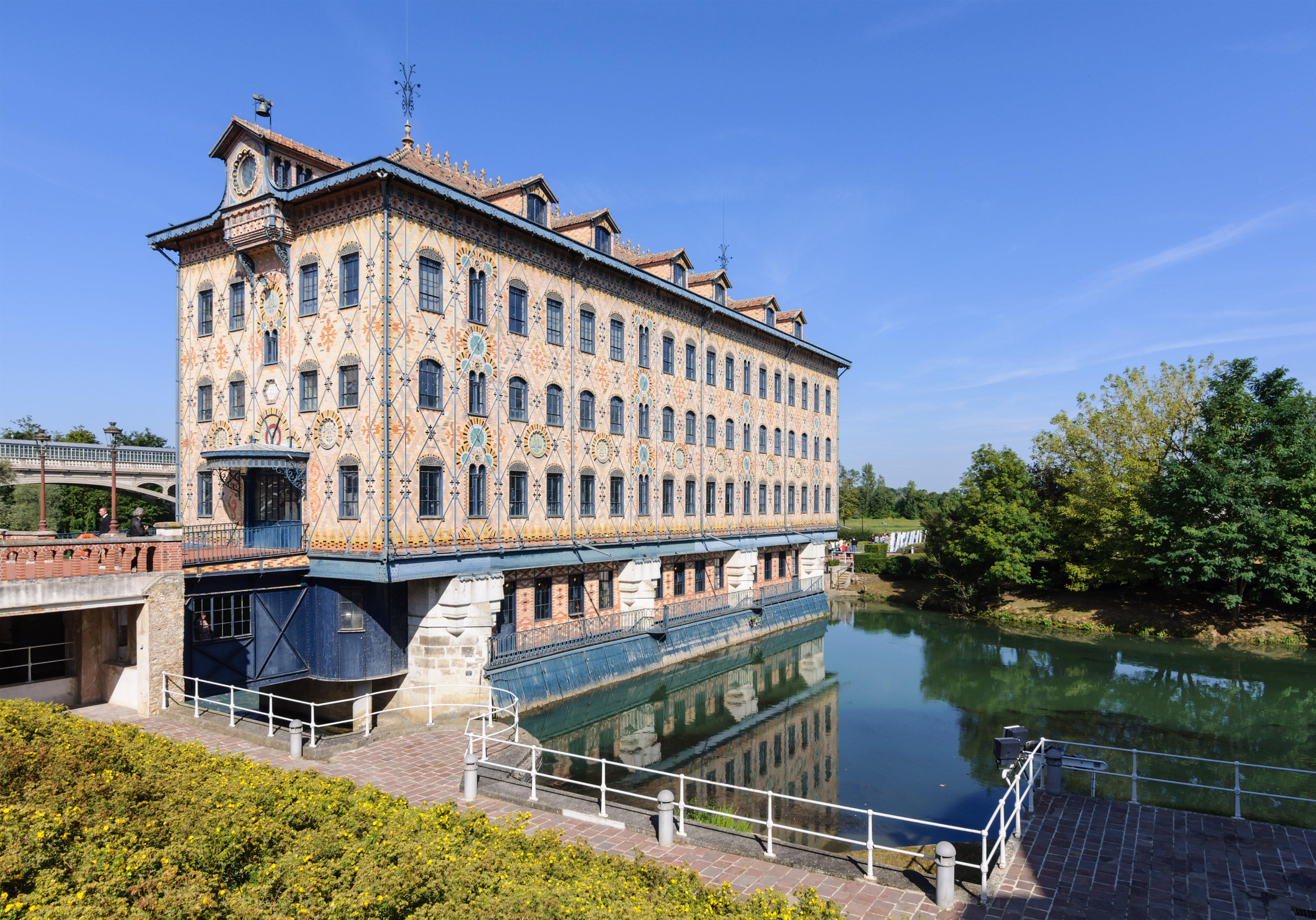
Мельница шоколадной фабрики Менье в Нуазьеле, 1872 г. Арх. Жюль Сольнье, рук. проекта Гюстав Эйфель, декор Эмиль Мюлле

В 1854 году Эмиль Мюлле вместе с братьями Жилардони основал в Мюлузе совместное предприятие по производству кирпича и черепицы. Капитал компании был разделён между ними поровну (50/50), но вся ответственность за её развитие и деятельность была возложена на Мюлле, а право на получение дивидендов братья на 15 лет оставили за собой. В том же году Эмиль Мюлле приобрёл большой земельный участок на берегу Сены, неподалёку от железной дороги Париж-Базель и глиняных карьеров, в южном пригороде Парижа Иври. Здесь им была основана компания «Гранд Тюильри в Иври» (фр. La Grande Tuilerie d’Ivry), на следующий год выпустившая первую керамическую продукцию, включавшую и плитку братьев Жилардони. В 1866 году фабрика стала выпускать глазурованную керамику — теперь её продукция включала обычный и глазурованный кирпич, а также обычные или глазурованные плитку и фасадные украшения. В 1871—1872 годах Мюлле выполнил свой первый масштабный архитектурный декор для мельницы шоколадной фабрики Менье в Нуазеле, первого в мире здания с несущей металлической конструкцией, созданного архитектором Жюлем Сольнье. 

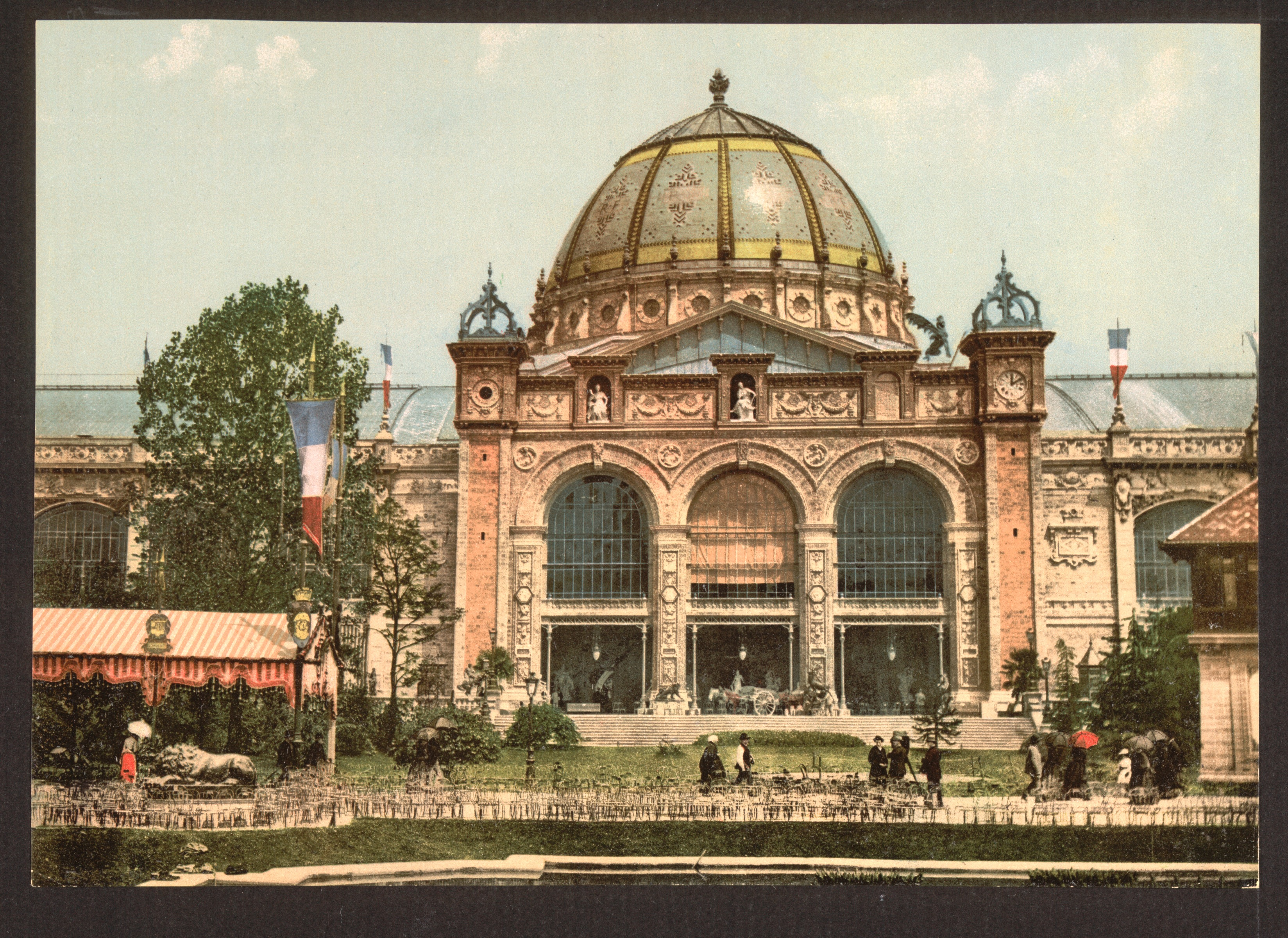
Дворец изящных искусств на Всемирной выставке в Париже 1889 г., арх. Жан-Камиль Формиже, декор Эмиль Мюлле

Около 1885 года Мюлле разработал технологию цветного керамогранита, превратившего керамику из облицовочного в конструкционный архитектурный материал. В 1887 году для выставки в Гавре архитектору Жоржу Жакотену он сделал из него основание, пилястры, капители, балюстрады и антаблемент для фасада здания, перевезённого затем в Александрию и ставшего там Казино Рамлех. Керамогранит, помимо самого Мюлле, стал, благодаря его компании, материалом для творчества Александра Шарпантье, Жюля Далу, Александра Фальгьера, Камиллы Клодель и Гектора Гимара. 
Компания Мюлле завоевала награды на Всемирных выставках в Амстердаме (1883), Антверпене (1885) и Чикаго (1893). На Всемирной выставке 1889 года в Париже компания получила Гран-При, помимо этого, Эмиль Мюлле построил каменные балюстрады для Эйфелевой башни, которую возвели для этой выставки. Последней его работой стали бирюзово-синие купола Дворцов изящных и свободных искусств (арх. Жан-Камиль Формиже) на этой Всемирной выставке, облицованные его глазурованной керамикой. После смерти Эмиля Мюлле компанию возглавил его сын Луи Мюлле (1855—1921), и она стала называться «Мюлле и Ко» (фр. Muller & Cie). Не обладая организаторскими и техническими способностями отца, он всё внимание уделил художественной стороне, но это в итоге привело фирму к банкротству в 1908 году. Однако после смены хозяев эта керамическая фабрика в Иври проработала до 1969 года.

## Учитель и организатор
Помимо занятий техническим и художественным творчеством, а также руководства своим предприятием, у Эмиля Мюлле оставалось время для обучения молодых и организации различных дел во имя общего блага. Вот лишь некоторые из таких его занятий:
- 1865—1889 Профессор гражданского строительства Центральной школы искусств и мануфактур;
- 1865 Вместе с Эмилем Трела организатор Специальной школы архитектуры (фр. École spéciale d'architecture), старейшего архитектурного ВУЗа Франции;
- 1872—1873 Президент созданного в 1848 году Общества гражданских инженеров Франции (фр. Société des ingénieurs civils de France)
- 1872 Член учредительного комитета Вольной школы политических наук, ныне Институт политических исследований Парижского университета;
- 1879—1889 Один из основателей и президент журнала «Гражданское строительство» (фр. Le génie civil)

Также Эмиль Мюлле являлся членом «Ассоциация промышленников Франции против несчастных случаев на производстве» (фр. Association des industriels de France contre les accidents de travail). За время своей жизни он написал и издал ряд книг, в том числе:
- Рабочие и сельскохозяйственные жилища, поселения, бани и прачечные, пищевые предприятия: детали строительства. Альбом чертежей. 1856 и 2-е издание. Альбом чертежей. 1860.
- Курс гражданского строительства, преподаваемый в Центральной школе искусств и мануфактур. 1873.
- Опыты по использованию материалов для мощения, облицовки плиткой и т. д. 1873.
- Керамические изделия для строительства и промышленности. 1878.
- Жилища рабочих во всех странах (с архитектором и домовладельцем Эмилем Каше). Альбом чертежей. 1879 и 2-е изд. 1889, дополненное и переработанное.
- Заметки из курса гражданского строительства: практические детали распределения воды. 1880.
- Дешевые дома с точки зрения строительства и санитарии (с гигиенистом О. дю Менилем): отчет, представленный Международному конгрессу дешёвого жилья. 1889.

Самой успешной стала его книга «Жилища рабочих во всех странах», снабжённая альбомом чертежей и представлявшая собой энциклопедию, всесторонне освещавшую практику строительства и эксплуатации домов для рабочих, интерес к которым был во всём мире. Её предварительным изданием можно считать книгу 1856 года, где он подробно и с чертежами изложил свою практику строительства рабочего города в Мюлузе, а также привёл ряд примеров рабочего жилья во Франции и Бельгии. Как пример жилья для рабочих в России, уже в первом издании 1879 года были приведены дома рабочих Кренгольмской мануфактуры.
После его смерти Гюстав Эйфель от имени Общества гражданских инженеров Франции, президентом которого он тогда являлся, написал в некрологе такие слова:
«Эмиль Мюлле был выдающимся не только инженером, но и художником — благодаря своему страстному поиску красоты, и по глубокому наслаждению, которое он испытывал, созерцая её вне себя и пробуя её на вкус, когда она являлась плодом его собственных усилий.»